# Водное поло на летних Олимпийских играх 1984
Соревнования по водному поло на летних Олимпийских играх 1984 года проводились с 1 по 10 августа в бассейне Университета Пеппердайна. Сборные СССР, Венгрии и Кубы бойкотировали соревнования и участвовали в играх «Дружба-84».

## Медалисты
|         | Золото | Серебро | Бронза |
| Мужчины | Югославия · Милорад Кривокапич · Дени Лушич · Зоран Петрович · Божо Вулетич · Веселин Джюхо · Зоран Рое · Миливой Бебич · Перица Букич · Горан Сукно · Томислав Пашквалин · Игор Миланович · Драган Андрич · Андрия Попович | США · Крейг Уилсон · Кевин Робертсон · Гэри Фигероа · Питер Кэмпбелл · Дуг Бёрк · Джозеф Варгас · Йон Свендсен · Джон Симан · Эндрю Макдональд · Терри Шрёдер · Джоди Кэмпбелл · Тим Шоу · Кристофер Дорст | ФРГ · Сантьяго Хальмовски · Армандо Фернандес · Роланд Фройнд · Райнер Хоппе · Томас Хубер · Томас Лёбб · Вернер Обшерникат · Райнер Оссельман · Франк Отто · Петер Рёле · Юрген Шрёдер · Хаген Штамм · Дирк Тайсман |

## Судьи
Технический делегат ФИНА —  Альберто Амайя
Директор соревнований —  Берт Шоу
Менеджер —  Боб Гофран
Арбитры:
- Эужени Асенсио[исп.]
- Юрген Блан
- Петер Бокелман
- Агустин Вильяфранко
- Анталь Вусек
- Рой Гунелл
- Пьеро Де Стефано
- Леонардо Донничи
- Фред ван Дорп
- Желько Кларич
- Душко Клисович
- Эухенио Мартинес
- Панайотис Панагакос
- Рудольф Папазян
- Джузеппе Пиццорно
- Элио Рейнфранк
- Джон Уайтхаус
- Уильям Фреди
- Аббаи Фукс
- Митхат Хантал
- Том Хермстад
- Хэ Ляндэ
- Апостолос Цантас
- Гюнтер Шойерман